# Helmut Knözinger
Helmut Knözinger (* 10. Juli 1935 in Weilheim in Oberbayern; † 12. Januar 2014) war ein deutscher Physiker und Chemiker.

## Leben
Knözinger studierte von 1953 bis 1957 Physik an der Universität München. 1961 wurde er in physikalischer Chemie promoviert. Von 1962 bis 1967 war er wissenschaftlicher Assistent am Institut für Physikalische Chemie in München; 1967 habilitierte er sich. Er war von 1967 bis 1971 Privatdozent, 1971 Universitätsdozent und ab 1973 außerplanmäßiger Professor an der Ludwig-Maximilians-Universität München. 1980 erhielt er einen Ruf auf die Professur für Physikalische Chemie. Er hatte Gastprofessuren an der Universidad Central de Venezuela, Caracas (1968/69), der Xiamen-Universität, Xiamen, VR China, (1985), der Northwestern University, Evanston, USA, (1988), der Universiteit van Amsterdam, Amsterdam, Niederlande, (1989) sowie mehrfach an der Université Marie et Pierre Curie, Paris, (1995, 1996, 1997, 2001, 2003) inne.

## Wirken
Die Hauptforschungsgebiete von Knözinger waren die Oberflächenspektroskopie, Oberflächenchemie, heterogene Katalyse mit besonderer Betonung der strukturellen Charakterisierung von getragenen Oxid-, Sulfid- und Metallkatalysatoren; Kohlenmonoxid-Hydrierung; Hydrotreating; DeNOx; feste Supersäuren; selektive Oxidation; basische Zeolithe; katalytische Sensoren.
Knözinger war Mitglied zahlreicher nationaler und Internationaler Organisationen. Zudem war er Mitherausgeber und Mitglied der Editorial Boards wichtiger Fachpublikationen. Zusammen mit Gerhard Ertl und Jens Weitkamp hat er eine fünfbändige Enzyklopädie zum Thema „Heterogene Katalyse“ (Handbook of Heterogeneous Catalysis) herausgegeben, die zu einem Standardwerk auf diesem Gebiet wurde. Insgesamt verfasste er etwa 440 Veröffentlichungen, darunter 80 Übersichtsartikel und 24 Buchkapitel oder Bücher, dazu 3 Patente; seine Arbeiten wurden mehr als 13.000 mal zitiert.

## Ehrungen und Auszeichnungen
- Richard Zsigmondy-Stipendium, 1975
- Deutsche Kolloid-Gesellschaft
- Ciapetta Lectureship, 1980
- North American Catalysis Society
- Ipatieff Lectureship, 1988
- Northwestern University, Evanston, USA
- Ehrenmitglied der Ungarischen Akademie der Wissenschaften, 1995
- Max-Planck-Forschungspreis, 1995
- Prix Gay-Lussac / A. v. Humboldt, 1997
- Alwin-Mittasch-Medaille, DECHEMA, 1998
- Mitglied der Academia Europaea, 2000
- Ehrenprofessur, Nankai – Universität, Tianjin, China, 2004